# Ubuntu Cola
För andra betydelser, se Ubuntu (olika betydelser).
Ubuntu Cola är världens första Rättvisemärkt-certifierade cola, och den säljs i Storbritannien, Norge, Sverige, Irland, Belgien och Frankrike. 
Rättvisemärkningen har en framstående position högst upp på framsidan. Colan har inte något med operativsystemet Ubuntu att göra, men namnet har samma etymologiska ursprung, i colans fall från det xhosiska ordet för medmänsklighet (ubuntu). Genom att vara fairtrade/rättvisemärkt garanteras sockerodlare i Malawi och Zambia förbättrade arbets- och levnadsvillkor. Utöver en skälig ersättning får odlarna en premie som de använder till att utveckla sitt samhälle socialt, ekonomiskt och miljömässigt.
Drycken smakar sött och har en viss smak av fruktextrakter.